# 1963 في المملكة المتحدة
فيما يلي قوائم الأحداث التي وقعت خلال عام 1963 في المملكة المتحدة.

## أحداث
- 8 أغسطس – سرقة القطار الكبرى

## سياسة

### تعيين في المنصب
- 14 فبراير – هارولد ويلسون زعيم حزب العمال.
- 18 أكتوبر – أليك دوغلاس هيوم زعيم حزب المحافظين (المملكة المتحدة)،رئيس وزراء المملكة المتحدة.
- 20 أكتوبر – إدوارد هيث وزير الدولة للأعمال والتجارة [الإنجليزية]‏.

### انتهاء فترة المنصب
- 14 فبراير – هارولد ويلسون وزير ظل الدولة للخارجية [الإنجليزية]‏.
- 4 يوليو – برنارد فريبيرغ عضو مجلس اللوردات.
- 18 أكتوبر – إدوارد هيث اللورد أمين الختم الكنيف [الإنجليزية]‏.
- 18 أكتوبر – إينوك باول Secretary of State for Health and Social Care [الإنجليزية]‏.
- 18 أكتوبر – هارولد ماكميلان زعيم حزب المحافظين (المملكة المتحدة)،رئيس وزراء المملكة المتحدة.

## رياضة
- 1 يناير – بطولة ويمبلدون 1963

## أفلام
من الأفلام التي صدرت هذه السنة في المملكة المتحدة:
- 1 يناير – النمر الوردي من إخراج بليك إدواردز.
- 1 يناير – توم جونز من إخراج توني ريتشاردسون.
- 1 يناير – جيسون والمغامرون من إخراج دون شافي.
- 1 يناير – سامي الذهاب إلى الجنوب من إخراج الكسندر ماكندريك.
- 1 يناير – قتل بعدو الفرس من إخراج جورج بولوك.
- 1 يناير – كبار الزوار من إخراج Anthony Asquith [الإنجليزية]‏.
- 1 يناير – من روسيا مع الحب من إخراج تيرينس يونغ.
- 1 مايو – لورد أوف ذا فايلز من إخراج بيتر بروك.
- 12 يونيو – كليوباترا من إخراج Rouben Mamoulian [الإنجليزية]‏، جوزيف مانكيفيتس، داريل فرانسيس زانوك.
- 10 ديسمبر – لورنس العرب من إخراج ديفيد لين.

## برامج ومسلسلات وأنمي
- دكتور هو

## كتب
من الكتب التي صدرت هذه السنة في المملكة المتحدة:
- 1 يناير – حصان تحت الماء من تأليف لين ديتون.

## مواليد

### يناير
- 1 يناير – أماندا روت ممثلة بريطانية.
- 1 يناير – براين ج. دولي ناشط حقوق إنسان أيرلندي.
- 1 يناير – جون نيكول كاتب من المملكة المتحدة.
- 1 يناير – ستيف شو لاعب كرة مضرب من المملكة المتحدة.
- 1 يناير – مارتن فاولر
- 7 يناير – كلينت مانسيل مغني بريطاني.
- 16 يناير – جيمس ماي
- 16 يناير – سيمون جونسون
- 18 يناير – إيان كروك لاعب كرة قدم إنجليزي.
- 19 يناير – جون بيركو سياسي بريطاني.
- 19 يناير – مارتن بشير صحفي بريطاني.
- 30 يناير – تينا مالون ممثلة بريطانية.

### فبراير
- 7 فبراير – فيل وليامز لاعب كرة قدم.
- 10 فبراير – ألان ميكنالي لاعب كرة قدم اسكتلندي.

### مارس
- 4 مارس – توني ماكنزي
- 11 مارس – اليكس كينجستون
- 12 مارس – إيان هالواي لاعب ومدرب كرة قدم إنجليزي.
- 16 مارس – جيروم فلين ممثل بريطاني ومغنٍ.
- 18 مارس – ديفيد ويستهيد ممثل إنجليزي.
- 20 مارس – ديفيد ثيوليس ممثل بريطاني.
- 27 مارس – غاري ستيفنز لاعب كرة قدم إنجليزي.

### أبريل
- 11 أبريل – غوس ويلسون لاعب كرة قدم من المملكة المتحدة.
- 13 أبريل – مو جوهنستون لاعب ومدرب كرة قدم اسكتلندي.
- 17 أبريل – فيدل كاسترو سميث
- 25 أبريل – ديفيد مويس

### مايو
- 9 مايو – غاري دانيلز ممثل بريطاني.
- 11 مايو – ناتاشا ريتشاردسون
- 13 مايو – والي ماسور لاعب كرة مضرب أسترالي.
- 15 مايو – جيمي هاريس ممثل بريطاني.
- 22 مايو – دايفيد شنايدر ممثل إنجليزي.
- 26 مايو – سيمون آرميتاج
- 30 مايو – هيلين شارمان

### يونيو
- 6 يونيو – جايسون إسحاق ممثل بريطاني.
- 25 يونيو – جورج مايكل
- 26 يونيو – جوناثان كلاي درّاج طريق من المملكة المتحدة.
- 27 يونيو – جون رينولدز متسابق دراجات نارية من المملكة المتحدة.
- 30 يونيو – روبرت غريفز

### يوليو
- 10 يوليو – إيان لوغير متسابق دراجات نارية من المملكة المتحدة.
- 10 يوليو – تشارلي بالمر لاعب كرة قدم إنجليزي.
- 16 يوليو – فاتبوي سليم
- 23 يوليو – أندي تاونسند لاعب كرة قدم أيرلندي.
- 29 يوليو – غراهام بول حكم كرة قدم من المملكة المتحدة.
- 30 يوليو – نيل ويب لاعب ومدرب كرة قدم إنجليزي.

### أغسطس
- 1 أغسطس – مارك رايت لاعب كرة قدم إنجليزي.
- 5 أغسطس – مارك سترونج ممثل إنجليزي.
- 6 أغسطس – تشارلز إنغرام مهندس من المملكة المتحدة.
- 9 أغسطس – سام ستوري ملاكم من المملكة المتحدة.
- 19 أغسطس – بيتر تيل
- 21 أغسطس – نايجل بيرسون لاعب ومدرب كرة قدم إنجليزي.
- 22 أغسطس – أندي تيل
- 29 أغسطس – ستيف كلارك لاعب ومدرب كرة قدم اسكتلندي.
- 30 أغسطس – بول أوكنفولد

### سبتمبر
- 3 سبتمبر – مالكوم جلادويل
- 5 سبتمبر – جوناثان فيليبس ممثل بريطاني.
- 6 سبتمبر – بات نيفين لاعب كرة قدم إنجليزي.
- 18 سبتمبر – جون باول
- 18 سبتمبر – غاري راسيل
- 19 سبتمبر – ديفيد سيمان لاعب كرة قدم إنجليزي.
- 21 سبتمبر – تريفور ستيفن لاعب كرة قدم إنجليزي.
- 22 سبتمبر – فيليب مكالين متسابق دراجات نارية من المملكة المتحدة.
- 23 سبتمبر – راي ووكر لاعب كرة قدم بريطاني.

### أكتوبر
- 1 أكتوبر – إيريك بلاك لاعب ومدرب كرة قدم اسكتلندي.
- 2 أكتوبر – نيل تومسون لاعب ومدرب كرة قدم إنجليزي.
- 12 أكتوبر – ديفيد ليغينو.
- 20 أكتوبر – داود بربانك، مترجم بريطاني مسلم توفي في المملكة العربية السعودية عام 2011م.
- 26 أكتوبر – كريغ شكسبير لاعب كرة قدم.

### نوفمبر
- 1 نوفمبر – مارك هيوز لاعب ومدرب كرة قدم ويلزي.
- 3 نوفمبر – إيان رايت
- 8 نوفمبر – بول ماكينا
- 12 نوفمبر – كولن هيل لاعب كرة قدم أيرلندي شمالي.
- 15 نوفمبر – أندرو كاسل لاعب كرة مضرب بريطاني.
- 20 نوفمبر – تيموثي غاورز رياضياتي بريطاني.
- 21 نوفمبر – نيكوليت شريدان
- 28 نوفمبر – أرماندو يانوتشي

### ديسمبر
- 5 ديسمبر – إدي إدواردز " النسر" طائر تزلج من المملكة المتحدة.
- 7 ديسمبر – مارك بوين لاعب كرة قدم ويلزي.
- 8 ديسمبر – براين مككلير لاعب كرة قدم اسكتلندي.
- 13 ديسمبر – روب نيومان
- 14 ديسمبر – غريغ أبوت
- 24 ديسمبر – كريس موريس لاعب كرة قدم إنجليزي.

## وفيات

### يناير
- 1 يناير – زينب كوبولد (مواليد 1867)

### فبراير
- 5 فبراير – هربرت صموئيل (مواليد 1870) سياسي بريطاني.

### مارس
- 15 مارس – بيل آدمز (مواليد 1902) لاعب كرة قدم إنجليزي.

### مايو
- 7 مايو – ماكس ميلر (مواليد 1894)

### يوليو
- 4 يوليو – برنارد فريبيرغ (مواليد 1889)

### أغسطس
- 20 أغسطس – بنجامين جونز (مواليد 1882) درّاج طريق من المملكة المتحدة.

### سبتمبر
- 1 سبتمبر – جوي شو (مواليد 1883) لاعب ومدرب كرة قدم إنجليزي.
- 9 سبتمبر – دونكان ووكر (مواليد 1899) لاعب كرة قدم اسكتلندي.

### نوفمبر
- 5 نوفمبر – توماس تايلور (مواليد 1880)
- 22 نوفمبر – ألدوس هكسلي (مواليد 1894)
- 22 نوفمبر – سي. إس. لويس (مواليد 1898)

### ديسمبر
- 19 ديسمبر – ألان جاردنر (مواليد 1879)
- 21 ديسمبر – جاك هوبز (مواليد 1882) لاعب كركيت من المملكة المتحدة.